# Напалиха
Напалиха — упразднённая деревня в Вязниковском районе Владимирской области России.

## География
Урочище находится в северо-восточной части области, в зоне хвойно-широколиственных лесов, в пределах Волжско-Окского междуречья, к западу от автодороги 17К-5 и реки Мстёрки, на расстоянии примерно 22 километров (по прямой) к северо-западу от города Вязники, административного центра района. Абсолютная высота — 96 метров над уровнем моря.

### Климат
Климат характеризуется как умеренно континентальный. Средняя температура воздуха самого холодного месяца (января) — −11,1 °C (абсолютный минимум — −48 °С), средняя максимальная температура воздуха (июля) — +23,3 °С (абсолютный максимум — +37 °С). Годовое количество атмосферных осадков составляет около 607 мм, из которых 413 мм выпадает в период с апреля по октябрь.

## История
В «Списке населенных мест Владимирской губернии по сведениям 1859 года» населённый пункт упомянут как казённая деревня Вязниковского уезда, расположенная при овраге Напалинском, в 27 верстах от уездного города. В деревне насчитывалось 17 дворов и проживало 83 человека (39 мужчин и 44 женщины).
По состоянию на 1905 год, в Напалихе имелось 13 дворов и проживало 65 человек. В административном отношении деревня входила в состав Мстерской волости.
По данным 1926 года в деревне имелось 15 хозяйств и проживало 90 человек (43 мужчины и 47 женщин). Являлась частью Троицко-Татаровского сельсовета.
На момент упразднения входила в состав Барско-Татаровского сельсовета Вязниковского района. Упразднена решением облисполкома № 350 от 28 июня 1988 года как фактически не существующая.